# Berry-au-Bac
Berry-au-Bac ([bɛʁij‿o bak]) es una comuna francesa, situada en el departamento de Aisne, de la región de Alta Francia.

## Demografía
| 419 | 350 | 334 | 388 | 509 | 528 | 588 | 634 |
| Para los censos de 1962 a 1999 la población legal corresponde a la población sin duplicidades (Fuente: INSEE [Consultar]) |     |     |     |     |     |     |     |